# Napomyza immanis
Napomyza immanis este o specie de muște din genul Napomyza, familia Agromyzidae, descrisă de Spencer în anul 1969. Conform Catalogue of Life specia Napomyza immanis nu are subspecii cunoscute.